# Hungry Again
Hungry Again är ett studioalbum av Dolly Parton, släppt i maj 1998. Hon har skrivit alla låtar själv. Albumets två singlar, "Honky Tonk Songs" och "The Salt in My Tears" fick lite speltid på countryradion (och båda sångernas videor var populära på CMT), men albumet nådde som bäst 23:e-platsen på countryalbumlistorna trots bra kritik. Albumet brukar ses som Dolly Partons "återgång till rötterna".
Albumet producerades av Dolly Partons kusin Richie Owens och innehåller bland annat bakgrundssång av den kommande sångaren Rhonda Vincent.

## Låtlista
1. Hungry Again (Dolly Parton)
2. The Salt In My Tears (Dolly Parton)
3. Honky Tonk Songs (Dolly Parton)
4. Blue Valley Songbird (Dolly Parton)
5. I Wanna Go Back There (Dolly Parton)
6. When Jesus Comes Calling For Me (Dolly Parton)
7. I Still Lost You (Dolly Parton)
8. Time and Tears (Dolly Parton)
9. I'll Never Say Goodbye (Dolly Parton)
10. The Camel's Heart (Dolly Parton)
11. Paradise Road (Dolly Parton)
12. Shine On (Dolly Parton)

### På albumlistorna
| Lista (1998)          | Topplaceringar |
| --------------------- | -------------- |
| Billboard 200 (USA)   | 167            |
| US Top Country Albums | 23             |
| UK Top Country Albums | 3              |